# 喜多嶋舞
喜多嶋 舞（きたじま まい、1972年8月11日 - ）は、日本の元女優である。本名同じ（結婚まで）。神奈川県茅ヶ崎市出身。

## 所属事務所
スペースワン → フォーピース → オフィスエムアンドビー → フロム・ファーストプロダクション（2015年11月30日まで）

## 来歴・人物
母親は内藤洋子、父親は喜多嶋修。2歳のころに、両親とともにアメリカ合衆国へ移住、カリフォルニア州で育った。他に、アメリカで誕生した弟と妹がいる。また、母方の大伯母に和田妙子が、父－祖母方の大伯母に小桜葉子がいる。岩倉具視は、5代前の先祖にあたる。ベジタリアンである。
芸能界デビューは1986年、奥田瑛二と共演した、コンパクトカメラ 「ニューカルディア」（富士写真フイルム）のCMである。1987年にはフジテレビの年末キャンペーンCMに起用された。1988年、父がプロデュースしたシングル『Whisper』で歌手デビューする(オリコン最高34位)。同シングルが挿入歌となったフジテレビ系ドラマ『ときめきざかり』で初主演、女優活動を開始する。翌1989年、NHK大河ドラマ『春日局』に茶々（少女期）役で出演した。
帰国子女のキャラクターを活かし、『はなきんデータランド』、そしてKDDの国際電話や英会話学校のCMに出演したが、アイドルとしては低迷。1990年代半ばに入ってからは単なるアイドル女優から脱皮して、時代劇への出演や現代劇でも悪女役、濡れ場などに挑戦する。2001年には「mye-喜多嶋舞+篠山紀信写真集」を発表した。
私生活では、『ワイルドで行こう!』で共演し長年交際していた大沢樹生と1996年6月、妊娠3か月を契機に結婚する。その後男児を出産したが、2005年に大沢と離婚。2007年には、写真集の仕事で知り合った男性と結婚。同年10月の『婦人公論』誌上で妊娠を公表した。翌年1月24日、喜多嶋は女児を出産。大沢との間に誕生した息子の親権は当初喜多嶋にあったが、2007年4月に大沢に移った。しかし2013年に、DNA鑑定により息子と大沢との間に血縁がないことが明らかになる。その後、親権が喜多嶋に戻り、アメリカにいる喜多嶋の実母である内藤洋子の許で育てられることになった。
2015年11月30日、一連の騒動で現在の家族との問題をおこしたくない事情などで「公私のけじめ」などの理由をもって芸能界を引退。

## 出演

### テレビドラマ
- ときめきざかり（1988年、フジテレビ）
- ワイルドで行こう! BORN TO BE WILD（1988年、フジテレビ）
- 春日局（1989年、NHK） - 茶々の幼年期
- 樅ノ木は残った（1990年、日本テレビ） - 宇乃 役
- 水曜グランドロマン「女性騎手誕生」（1990年、日本テレビ）
- 凛凛と（1990年、NHK） - 芸者・大原万智 役
- 藤田まことの丹下左膳「痛快！美女に弱いはぐれ剣士、将軍吉宗の江戸で巨悪を斬る！」（1990年、テレビ朝日）
- ドラマチック22「姉貴の恋人」（1990年、TBS）
- 木枯し紋次郎 年に一度の手向け草（1990年、TBS）
- 旅情サスペンス「瀬戸内大誘拐ツアー」（1991年、関西テレビ放送）
- 学校へ行こう!（1991年、フジテレビ）
- 火曜サスペンス劇場（日本テレビ）
  - 「女医の殺人」（1991年）
  - 「警部補 佃次郎20 望郷」（2005年）
- 悪魔のささやき まぼろしの夏殺人事件（1991年、フジテレビ）
- 土曜ワイド劇場（テレビ朝日）
  - 「尼さん探偵シリーズ3 みちのく温泉殺人事件」（1991年、朝日放送） - 平野美春 役
  - 「もう一つの旅路　取り違えられた二人の影に哀しみの女　顔なき死体の謎」（1991年）
  - 「牟田刑事官事件ファイル31 宮崎発東京行き最終便の女!」（2004年） - 水木奈津 役
  - 「森村誠一の終着駅シリーズ 死者の配達人」（2006年） - 中町由美子 役
  - 「ぽっかや診療所事件カルテ6 望郷の岬・奥松島に立つ女」（2007年） - 藤原里美 役
- 新春・混浴しあわせ旅館物語（1992年、フジテレビ）
- 12時間超ワイドドラマ（テレビ東京）
  - 天下の副将軍水戸光圀 徳川御三家の激闘（1992年） - 八百屋お七 役
  - 徳川武芸帳 柳生三代の剣（1993年）
  - 徳川剣豪伝 それからの武蔵（1996年、テレビ東京）
- 恋は翼にのって（1992年、テレビ東京）
- 鬼平犯科帳 第3シリーズ 第17話「忠吾なみだ雨」（1992年、フジテレビ） - お雪 役
- ネオドラマ「夜のほとり」（1992年、テレビ朝日）
- 世にも奇妙な物語 「電気じかけの幽霊」（1992年） - 谷口睦美 役
- 清左衛門残日録（1993年、NHK） - 多美 役
- 闇を斬る!大江戸犯科帳 第14話「筆頭老中への陰謀」（1993年、日本テレビ・ユニオン映画） - 君江 役
- スチュワーデスの恋人（1994年、TBS）
- ドラマ新銀河 湯の町行進曲（1994年、NHK総合）
- とおりゃんせ〜深川人情澪通り 第10話「男の背中」（1995年、NHK総合）
- きっと誰かに逢うために（1996年、テレビ東京）
- 東京SEX 第19話「欲しがる女」（1996年2月26日、フジテレビ）
- 隠密奉行朝比奈 第2シリーズ 第1話「南国土佐 よみがえる海賊船」（1999年、フジテレビ） - お豊（松風斎玉豊）役
- 女ざかり!!区役所の名探偵1（2000年） - 今井瞳
- 月曜ドラマスペシャル「十津川警部シリーズ24 伊豆の海に消えた女」（2002年、TBS） - 宮本真理 役
- 相棒Season 2「クイズ王」村瀬真奈美役（2003年、テレビ朝日・東映）
- 茂七の事件簿 ふしぎ草紙 第3シリーズ第4話「迷い鳩」（2003年8月1日、NHK総合）- お清 役
- スウとのんのん（2005年、中部日本放送）
- 緋の十字架（2005年、東海テレビ放送） - 西条（大河内）悦子役
- 名奉行！大岡越前 第8話「お袖という女」（2005年、テレビ朝日） - お袖、お絹 役
- レンタル彼氏 私、男買ってます（2006年、GyaO）
- 京都地検の女3 第5話「鬼母を許した検事…主婦の勘が敗北した日!!」（2006年、テレビ朝日） - 黒田鈴子役
- 富豪刑事デラックス（2006年、朝日放送・テレビ朝日）
- 特命係長 只野仁'06スペシャル（2006年、テレビ朝日）
- 怪談新耳袋「もののけの息」（2004年、BS-i）
- 水曜ミステリー9
  - 「信濃のコロンボ事件ファイル8」（2005年） - 根岸絵里
  - 「指紋捜査官・塚原宇平の神業2」（2006年） - 江波香織
- ケータイ刑事 銭形雷 1stシリーズ 第14話「新人女優殺人事件」（2006年、BS-i） - 大林しのぶ 役
- 恋する日曜日第3シリーズ 第7・8話「はじめての恋」（2007年、BS-i） - 中村法子 役
- 八州廻り桑山十兵衛〜捕物控ぶらり旅 第3話「泣く子も黙る大悪党VS八州廻り!!情婦の涙と赤ん坊」（2007年、テレビ朝日） - お京 役
- ティッシュ（2007年、テレビ朝日） - 佐伯美佐子 役
- 金魚倶楽部（2011年、NHK） - 春川麗子 役

### 映画
- ラビリンス/魔王の迷宮（1988年、フジテレビ） - サラ 役
- 望郷（1993年、松竹） - トメ 役
- 釣りバカ日誌6（1993年、松竹） - 本間佳奈 役
- 部屋とYシャツと私（1993年、ポニーキャニオン） - 美紀の友人 役
- 大江戸浮世風呂譚 卍舞（1994年、東映） - 主演：お蝶（お絹） 役
- ゴト師株式会社Ⅲ（1994年） - 早苗 役
- さわこの恋2 1000マイルも離れて（1995年） - 主演：藤谷さわこ 役
- 難波金融伝ミナミの帝王スペシャル劇場版「ローンシャーク…追い込み」（1995年） - 真野祥子 役
- 誘う女（1995年） - 主演：弾正の妻（大久保康子） 役
- GONIN2（1996年） - ちひろ 役
- 八つ墓村（1996年、東宝） - 里村典子 役
- おもちゃ（1999年） - 染丸 役
- 静かなるドン THE MOVIE（2000年） - 主演：秋野明美/坂本龍子 役
- ホーム・スイートホーム（2000年） - 溝口松子 役
- ITバブルと寝た女たち（2007年、アートポート） - 小田島藍 役
- 月下美人（2007年） - 主演：文緒 役
- 月下美人〜追憶〜（2007年） - 主演：文緒 役
- 人が人を愛することのどうしようもなさ（2007年9月） - 主演：土屋名美 役
- 甘い鞭（2013年、角川映画）- ナレーション担当

### Vシネマ
- 静かなるドン1 - 12（1991年-2001年） - 秋野明美/坂本龍子 役
- ピイナッツ -落華星-（1996年） - マリ 役
- 首領の一族1・2（2007年）全2作 - ケイコ（三島勇樹の彼女）役

### バラエティ番組
- はなきんデータランド

### CM
- コーエークレジット
- 富士写真フイルム「ニューカルディア」(奥田瑛二と共演)
- フジテレビ1987年末キャンペーン「テレビに飽きたらフジテレビ」(和田勉と共演)
- イーオン
- KDD 001国際電話
- 永昌源「杏露酒」
- サントリー「伊右衛門」(本木雅弘、宮沢りえ、鈴木杏樹、上原さくらと共演)

## 出版

### 写真集
- 24h（1994年12月、ワニブックス、撮影：水谷充）ISBN 978-4847023828
- mye（2001年9月、小学館、撮影：篠山紀信）ISBN 978-4093945899
- 映画「人が人を愛することのどうしようもなさ」写真集（2007年9月、ヴィジュアルハウス、撮影：映画「人が人を愛することのどうしようもなさ」撮影スタッフ）ISBN 978-4944063406

## DVD
- 女優 喜多嶋舞 愛 /舞裸舞 映画「人が人を愛することのどうしようもなさ」より（2007年8月24日 東映ビデオ）

## 音楽

### シングル
- Whisper 〜そっとあなたに〜
1988年2月5日発売 ファンハウス・07FA-1146
フジテレビ系ドラマ「ときめきざかり」挿入歌
  1. Whisper 〜そっとあなたに〜
  2. 誕生日に雨のギター
- Dear Daddy
1988年6月1日発売 ファンハウス・07FA-5013／10FD-5013
  1. Dear Daddy
  2. ラッキー・スター 〜Not gonna let you go〜

### アルバム
- Whisper
1988年6月25日発売 ファンハウス・28FB-7009／32FD-7009
  1. ラッキー・スター 〜Not gonna let you go〜
  2. 時計はからまわり
  3. Whisper 〜そっとあなたに〜
  4. ひまわりのように
  5. Dear Daddy
  6. ガラス細工
  7. 恋のファッション
  8. WelcomeとまどいWelcome恋人
  9. 誕生日に雨のギター

### その他のアルバム
- 「静かなるドン・スペシャル」オリジナル・サウンド・トラック～パーフェクト・コレクション／大内義昭
1996年12月21日発売 日本コロムビア・COCA-13959
9曲目「あなたを感じて (歌：喜多嶋舞・大内義昭)」（自身が出演した東映Vシネマ「静かなるドン」挿入歌）